# 마리오&루이지 RPG 페이퍼 마리오 MIX
마리오&루이지 페이퍼 마리오 MIX(일본어:  マリオ&ルイージRPG ペーパーマリオMIX, 영어: Mario & Luigi: Paper Jam)는 2015년 출시된 닌텐도 3DS용 RPG 게임이다.

## 등장인물
- 마리오
- 루이지
- 페이퍼 마리오
- 페이퍼 피치
- 피치
- 키노피오
- 페이퍼 키노피오
- 쿠파
- 페이퍼 쿠파
- 쿠파 군단
- 페이퍼 쿠파 군단
- 종이 책

## 줄거리
마리오와 루이지는 쿠파와 페이퍼 쿠파를 만나 싸우던 도중 날아가다 페이퍼 마리오를 만난다. 페이퍼 마리오는 종이 책에서 페이퍼 쿠파가 나온다 알리고, 마리오와 루이지와 함께 떠나, 마리오 형제와 페이퍼 마리오가 쿠파들을 꺾고 페이퍼 쿠파를 종이 책으로 돌려보내버린다.

## 같이 보기
- 마리오 롤플레잉 게임 목록